# Nam Ubian
South Ubian là một đô thị hạng 4 ở tỉnh Tawi-Tawi, Philippines. Theo điều tra dân số năm 2000, đô thị này có dân số 27.301 người trong 4.748 hộ.

## Các đơn vị hành chính
South Ubian được chia thành 31 barangay.
| - Babagan - Bengkol - Bintawlan - Bohe - Bubuan - Bunay Bunay Tong - Bunay Bunay Lookan - Bunay Bunay Center - Lahad Dampong - East Talisay - Nunuk | - Laitan - Lambi-lambian - Laud - Likud Tabawan - Nusa-nusa - Nusa - Pampang - Putat - Sollogan - Talisay | - Tampakan Dampong - Tinda-tindahan - Tong Tampakan - Tubig Dayang Center - Tubig Dayang Riverside - Tubig Dayang - Tukkai - Unas-unas - Likud Dampong - Tangngah |